# Dioxys heinrichi
Dioxys heinrichi là một loài ong trong họ Megachilidae. Loài này được Warncke miêu tả khoa học đầu tiên năm 1977.